# Dois de Fevereiro
Dois de Fevereiro é a primeira faixa do álbum Praieiro da banda Selvagens à Procura de Lei, lançada dia 1 de março de 2016. Foi composta pelo guitarrista Gabriel Aragão e produzida por David Corcos
A música abre o disco reverenciando tipicalidade nordestina, e conta com um background de percussões, guitarras bem suingadas e os aprimorados arranjos vocais sobrepostos e bem casados entre os guitarristas e vocalistas Gabriel Aragão e Rafael Martins; além do baixista e vocalista Caio Evangelista. Tudo isso inserido em um clima “vintagesetentista” bem harmonizado na timbragem dos instrumentos.
Gabriel compôs essa música para sua noiva, Cláudia (agora esposa). O nome da música se refere à data em que os dois começaram a namorar.
O guitarrista Rafael Martins fala sobre a música "É uma música que reflete uma mudança de composição baseada no ritmo. A gente ta agora investindo mais em tocar despreocupado com questões sonoras, sem efeitos. O público também vai sentir uma pegada mais dançante. Tudo foi feito em cima do groove, do ritmo, do refrão, das vozes. É um estilo que a gente conseguiu chegar depois de ouvir várias referências."

## Créditos
- Gabriel Aragão - Guitarra e Voz
- Rafael Martins - Guitarra e Voz
- Caio Evangelista - Baixo e Voz
- Nicholas Magalhães - Bateria